# Касим (тайбугинский мурза)
Касим (Касым, Казим) (?—1530) — тайбугинский мурза Сибири, правитель Сибирского ханства в 1516—1530 гг.

## Биография
Происходил из династии Тайбугидов. Сын хана Мухаммеда. Занял трон после смерти двоюродного брата — Ангиша. Сведений о нем очень мало. Вероятно, с одной стороны, боролся против Муртазы-султана из династии Шибанидов, который владел землями к юго-западу от Сибирского ханства, а также пытался обуздать местных мурз и укрепить власть над зависимыми княжествами.
По разным версиям для укрепления союза с ногаями женился на сестре Исмаил-бея. Победив тюменского хана Кулука, Тюменское ханство было присоединено к Сибирскому.
В 1530 году Касим был убит, но точные обстоятельства неизвестны. Его сыновья Едигер и Бек-Булат после смерти отца, стали соправителями Сибирского ханства.